# Groo Barbaren
Groo Barbaren er en fantasi/komedie tegneserie skrevet og tegnet af Sergio Aragonés, omskrives, co- plottet og redigeret af Mark Evanier, Bogstaver skrevet af Stan Sakai og farvet af Tom Luth. Gennem årene er den blevet udgivet af Pacific Comics, Eclipse Comics (et specialt særnummer ), Marvel Comics (imens marvel havde Forlæggermærket Epic comics), Image Comics og Dark Horse Comics .
Groo Barbaren var en af de første succesfulde skaberejede tegneserier, en af de få succesfulde humoristiske tegneserier i USA (bortset fra Archie Comics), og en af de længste samarbejder i tegneseriens historie. I 2011 blev Groo Barbaren kåret som nummer 100 i "Top 100 comic book heroes" af IGN 

## Karaktererne
Groo (tilnavnet "Barbaren" er sjældent nævnt i historierne) kom først som en parodi på de brutale sværd og trolddoms helte, der var populære på det tidspunkt han blev skabt, nemlig i 1970'erne. Især Conan Barbaren, som var med i Marvel tegneserierne. Groo er en stor-næset bajads af uovertruffen dumhed, der konstant misforstår sine omgivelser. 

Han er ekstremt god til at slås med sværd (det eneste han kan, som han bare en en smule god til) han er god i kamp, men ellers en fredsommelig og ærlig fyr, som prøver at finde vej gennem livet, som lejesoldat eller ved at have små underlige jobs. Han er utrolig uheldig, og på trods af generelt gode hensigter, forårsager han ødelæggelse, hvorhen han går. De fleste af hans eventyr slutter med, at han enten er uvidende om det kaos han har skabt eller flygter fra en vred hob. Hans forkærlighed for ødelæggelse er blevet så kendt, at bare nyheden om, at Groo nærmer sig, nogle gange er nok til at forårsage kaos i befolkningen. Groo mødes nogen gange med respekt og tillid, men det holder ikke så længe. Virksomheder, byer, civilisationer og kulturer er alle blevet ufrivilligt ødelagt af Groo. Sådan er Groos inkompetence, at så meget som at træde ind på et skib, kan få det til at synke.